# Ábalos
Ábalos es un municipio español de la comunidad autónoma de La Rioja. Está situado en la Rioja Alta, en la margen izquierda del río Ebro, cerca de Haro. Tiene una población de 256 habitantes (INE 2024).

## Geografía
El municipio limita por el norte con la sierra de Toloño y el puerto de Herrera, al sureste con Baños de Ebro, al este con Samaniego y Villabuena de Álava, y al oeste y al sur con San Vicente de la Sonsierra.
Ábalos se asienta sobre un suelo que se formó durante el mioceno, perteneciente a la edad terciaria. Al norte del municipio; se encuentra la sierra de Toloño; de gran interés natural; donde se encuentra el techo del municipio en uno de los cerros que forma el conjunto de San León, de una altura de 1223 metros, con subida fácil a pie desde el puerto de Herrera. Nada más dirigirnos hacia el S, donde se asienta Ábalos; baja varios arroyos formado sobre un terreno arenoso dando la aparición de glacis que es un proceso en que la tierra se empieza a convertirse en líquido por la abundancia de agua; todo esto formando cárcavas en las laderas del Toloño. Es un suelo con presencia de corales fosilizados en rocas calizas y alterados en formas de margas por las presiones marinas cuando todo esto estaba bajo el mar. Los cerros de la zona media de Ábalos son Valdegarrú, El Cerrillo, Salceda, Ballestero y San Cristóbal.

### Hidrografía
El río más importante de Ábalos es el Rayoso; que en horas de verano, suele bajar seco. Nace en los cerros de San León; al E de la Ermita de la Rosa, y baja por una cárcava en forma de valle que el propio río formó. Bordea la villa de Ábalos; y cruza las carreteras A-124 y LR-318 - este último en San Vicente de la Sonsierra - hasta desembocar en el río Ebro.
En los mapas oficiales del Instituto Geográfico Español; se le da el nombre como Barranco Hondo.

## Clima
Los inviernos son bastante duros; y los veranos son muy calurosos. Llueve con abundancia; y los vientos que soplan es el cierzo que trae frío sin lluvia, debido al choque con el clima mediterráneo con el atlántico; y que recorre toda la cuenca del Ebro; y el solano, que suele soplar en verano. Soplan por el norte y el este.

## Historia
En la Crónica Albeldense se menciona la famosa expedición que llevó a cabo Alfonso I, rey de Asturias por la ribera del Ebro en el año 740. En aquella época Ábalos formaba parte, como la mayor parte del territorio peninsular, del reino musulmán de Córdoba. En dicho relato se refieren las localidades destruidas: Mirandam (actual Miranda de Ebro), Revendecam, Carbonariam, Abeicam (Ábalos, desde donde cruzó el Ebro), Brunes (podría ser Briones pero no es del todo seguro), Cinissariam (actual Cenicero) y Alesanco. Posteriormente el dominio de la zona volvió a manos musulmanas hasta la definitiva conquista de la misma de finales del s. IX y principios del s. X.
En los siglos XI y XII aparece varias veces citada la villa en los documentos del monasterio de San Millán. Entre ellas según recoge el obispo Sandoval, la donación de la iglesia de San Félix al monasterio de San Millán, realizada por Gonzalo Núñez de Lara y su esposa Goto Núñez en 1084.
En 1397 Carlos III de Navarra concedió a Rui López de Dábalos el pueblo, con todos sus terrenos y derechos excepto los reales de soberanía y apelación al tribunal del Rey.
Ábalos era una aldea de San Vicente de la Sonsierra, cuyo señorío fue donado por Juan II de Navarra en 1430 al general Pedro Fernández II de Velasco, pasando después a ser tutelada su propiedad por diferentes linajes, bien por donaciones, herencias, agradecimientos o venta, entre ellos Pedro Téllez Girón, Juliana Aragón, Bernardino Fernández de Velasco. En 16 de junio de 1516, fue vendido con San Vicente por Juan y Pedro Téllez Girón a Ángela de Velasco y Aragón, hija del tercer conde de Haro. En este año, el alcalde de Ábalos era Sancho Ramírez de Palacio. Más tarde, recayó en Juan Hurtado de Velasco, conde de Castilnovo, quien autorizó el 5 de julio de 1653 la separación de la localidad respecto de San Vicente, previo pago de 449 800 maravedíes, aunque continuó perteneciendo al Señorío de San Vicente hasta el año 1727, en el que por deudas contraídas por los condes de Castilnovo, señores del momento, el señorío fue puesto en pública subasta por el Tribunal de la Inquisición de Logroño, siendo adjudicado a los vecinos que pujaron hasta los 53 500 maravedíes y desde entonces Ábalos es villa independiente.
En 1790 Ábalos fue uno de los municipios fundadores de la Real Sociedad Económica de La Rioja, la cual era una de las sociedades de amigos del país fundadas en el siglo XVIII conforme a los ideales de la ilustración.

## Demografía
Cuenta con una población de 256 habitantes (INE 2024).
| Gráfica de evolución demográfica de Abalos entre 1842 y 2021                                                          |
| |
| Población de derecho según los censos de población del INE. Población de hecho según los censos de población del INE. |

| Núcleo de población | Tipo de entidad de población | Entidades menores | Población |
| ------------------- | ---------------------------- | ----------------- | --------- |
| Ábalos              | Villa                        |                   | 369       |
| ÁBALOS              | ÁBALOS                       | ÁBALOS            | 369       |

## Etimología
En un bula de 1199 por la que se concedían privilegios al monasterio de San Millán de la Cogolla aparece nombrado Dáualos, que según Ortiz Trifol, se relaciona con el vasco Abalasqueta, o mejor con el acusativo plural del antropónimo de la segunda declinación Abaris, quizá teniendo en cuenta la identificación entre la ciudad várdula de Thabuca y Ávalos que señala Tovar. Lo más probable es que se relacione con un antropónimo, debiendo suponer un «villa de Ávalos o Dávalos».

## Política
En 2007, el Partido Popular logró la victoria en las elecciones municipales al Ayuntamiento de Ábalos al conseguir cuatro concejales frente a los tres del PSOE.
Hasta ese momento, el gobierno municipal recaía en manos socialistas, quienes siempre han tenido tres o cuatro concejales desde 1979. UCD o candidaturas independientes consiguieron algún concejal en diferentes elecciones municipales, mientras el PP, por su parte, no concurrió a las elecciones entre los años 1979 y 1991.
| Periodo   | Nombre                     | Partido        |
| --------- | -------------------------- | -------------- |
| 1979-1983 | Miguel Ángel del Río Garay | PSOE           |
| 1983-1987 | Miguel Ángel del Río Garay | PSOE           |
| 1987-1991 | Carlos Alonso González     | Independientes |
| 1991-1995 | Vicente Ramírez Ruiz       | PSOE           |
| 1995-1999 | Antonio Mª Ruiz Garrido    | PP             |
| 1999-2003 | Antonio Mª Ruiz Garrido    | PP             |
| 2003-2007 | Mª Mercedes Ruiz Tejada    | PSOE           |
| 2007-2011 | Juan Rufino Blanco Sáez    | PP             |
| 2015-2019 | Mª Blanca Recio Moraza     | PP             |
| 2019-2023 | Vicente Urquía Almazán     | PSOE           |
| 2023-act. | Vicente Urquía Almazán     | PSOE           |

| Partido Político                         | 2023  | 2023  | 2023       | 2019  | 2019  | 2019       |
| ---------------------------------------- | ----- | ----- | ---------- | ----- | ----- | ---------- |
| Partido Político                         | %     | Votos | Concejales | %     | Votos | Concejales |
| Partido Socialista Obrero Español (PSOE) | 73,5  | 111   | 6          | 86,89 | 106   | 7          |
| Partido Popular (PP)                     | 19,86 | 30    | 1          | —     | —     | —          |
| Candidato Independiente                  | 6,64  | 17    | 0          | 13,04 | 45    | 0          |

## Turismo

### Edificios y monumentos

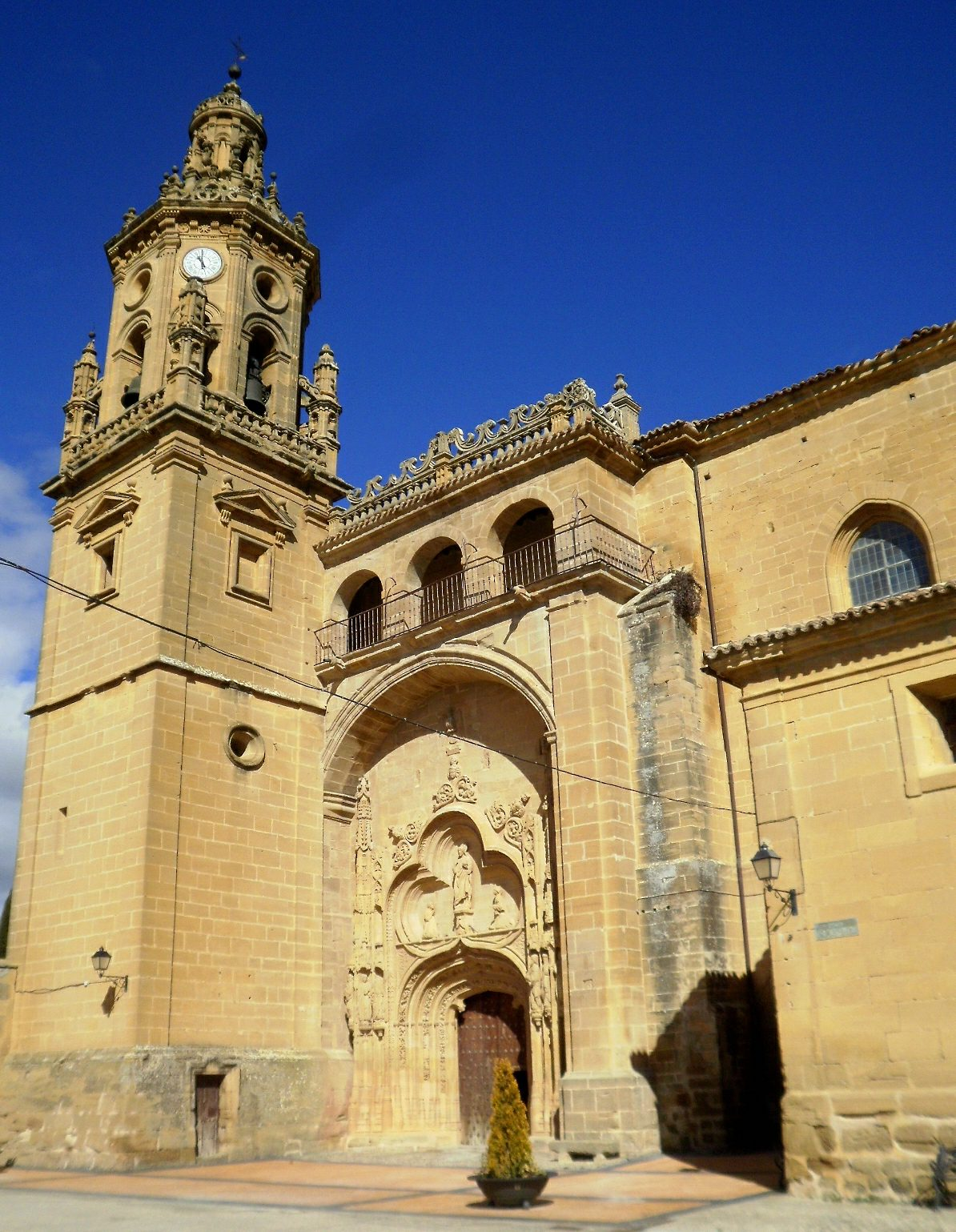
Iglesia parroquial de San Esteban Protomártir.

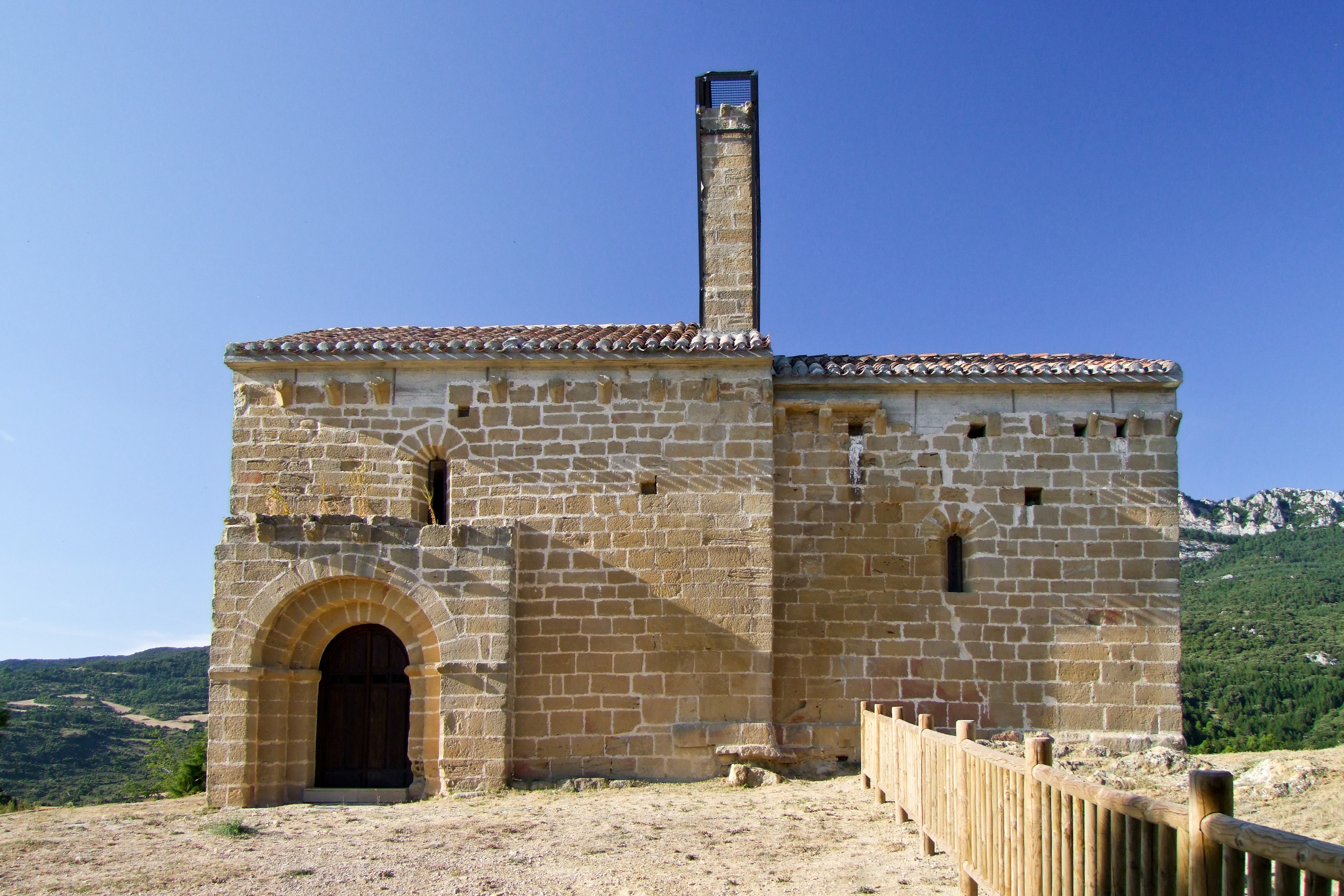
Ermita de San Felices.

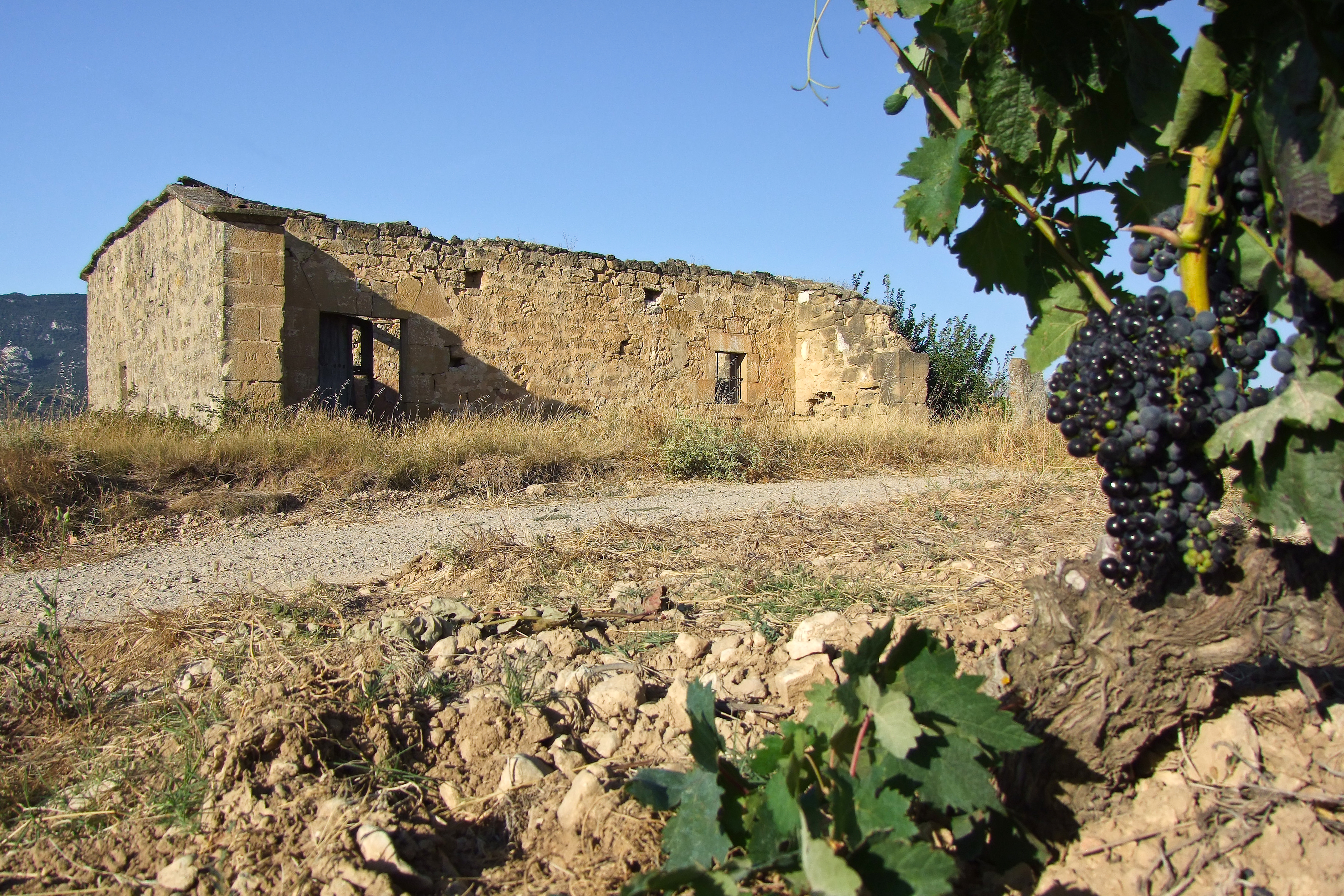
Ermita de San Roque.

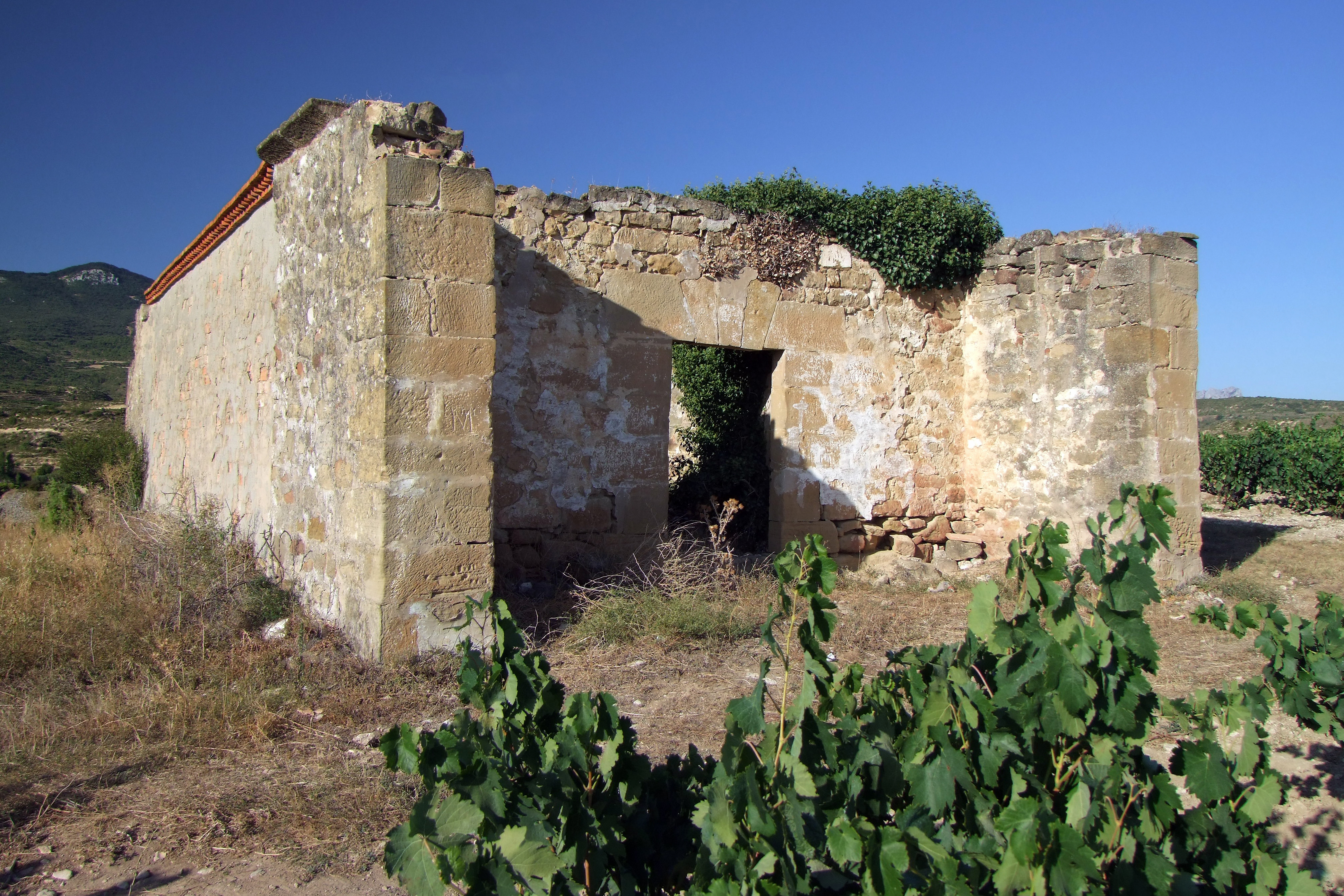
Ermita de San Bartolomé.

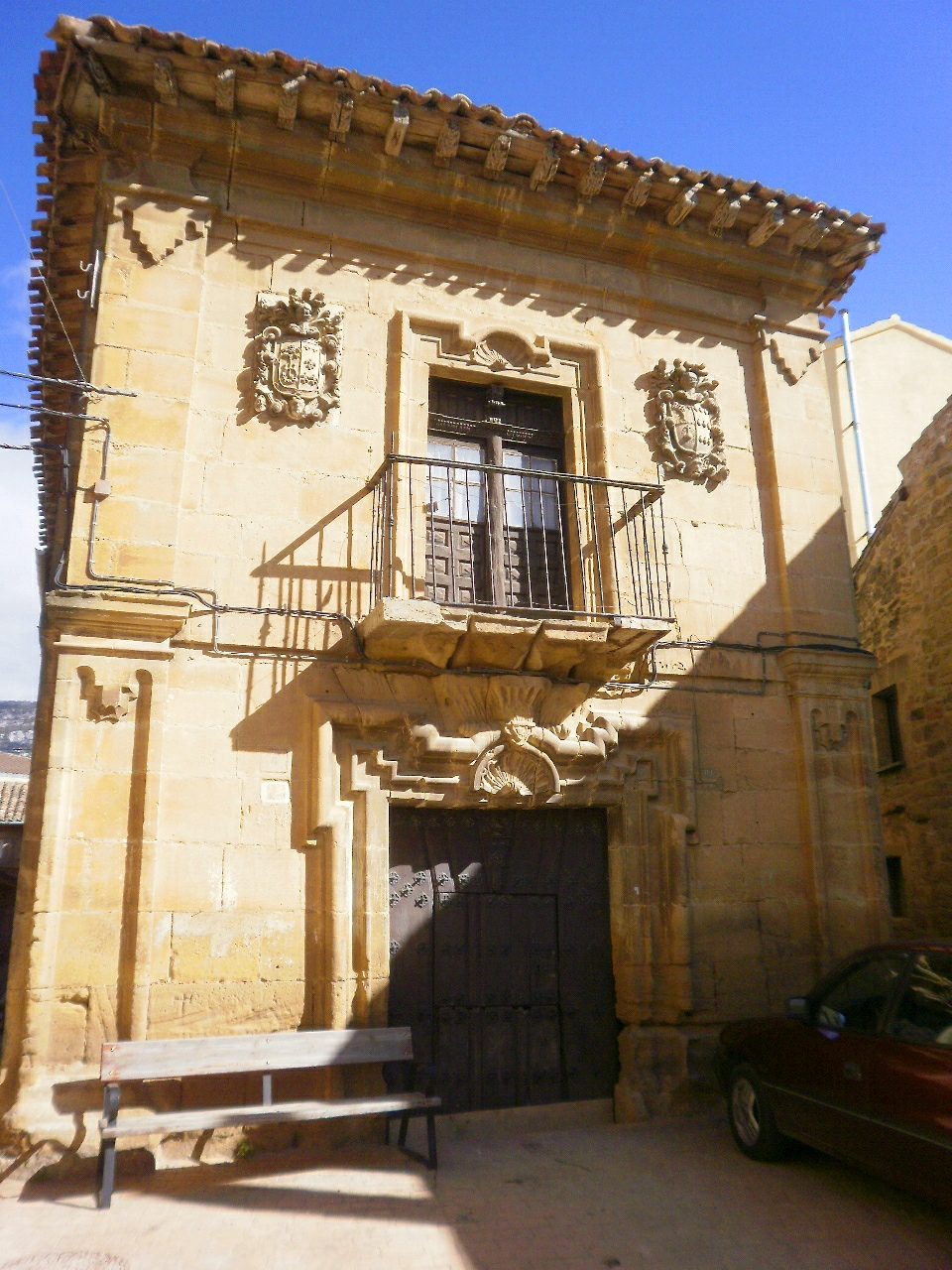
Casa del Virrey de Nápoles.

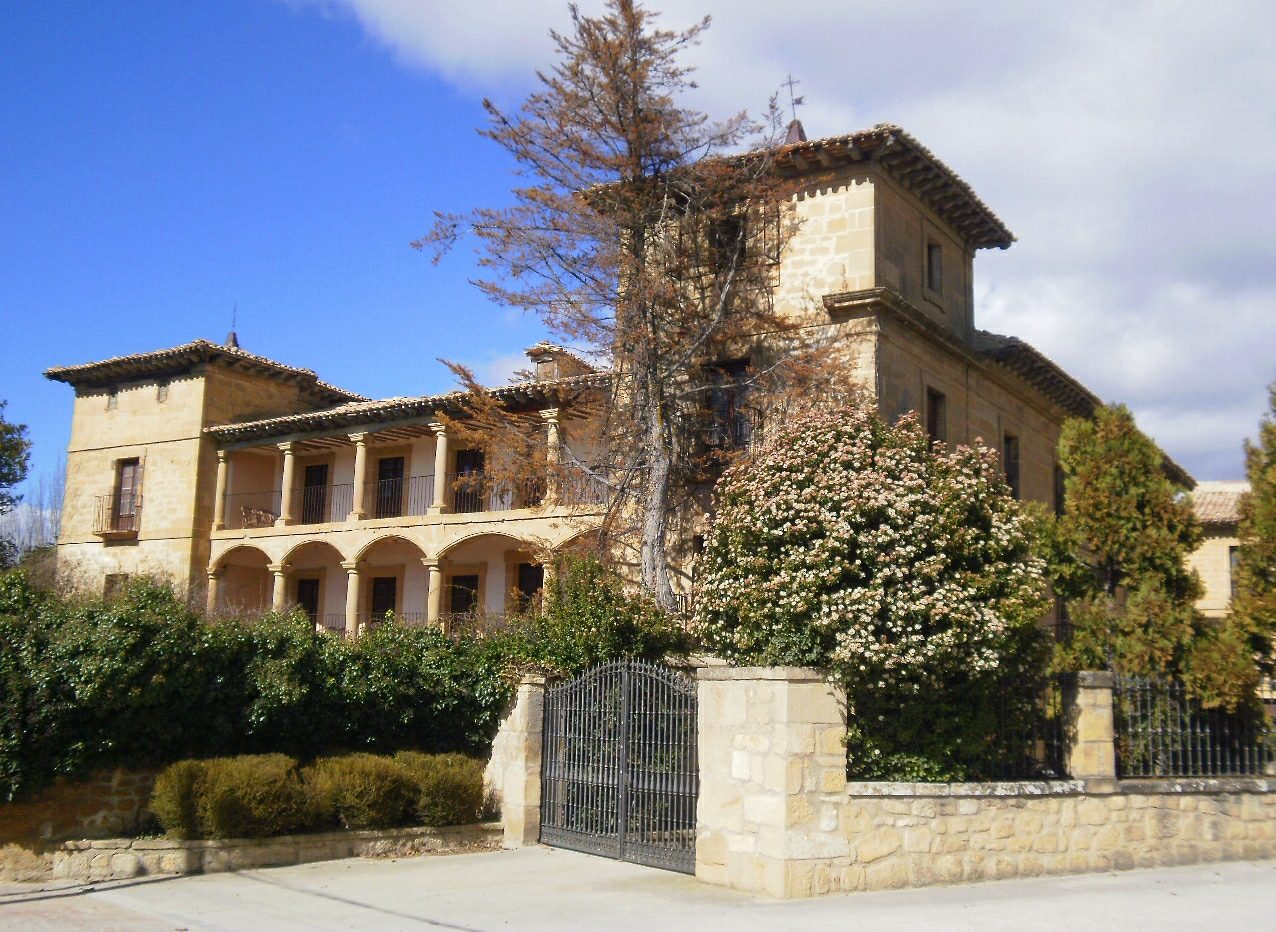
Palacio de los Marqueses de Legarda.

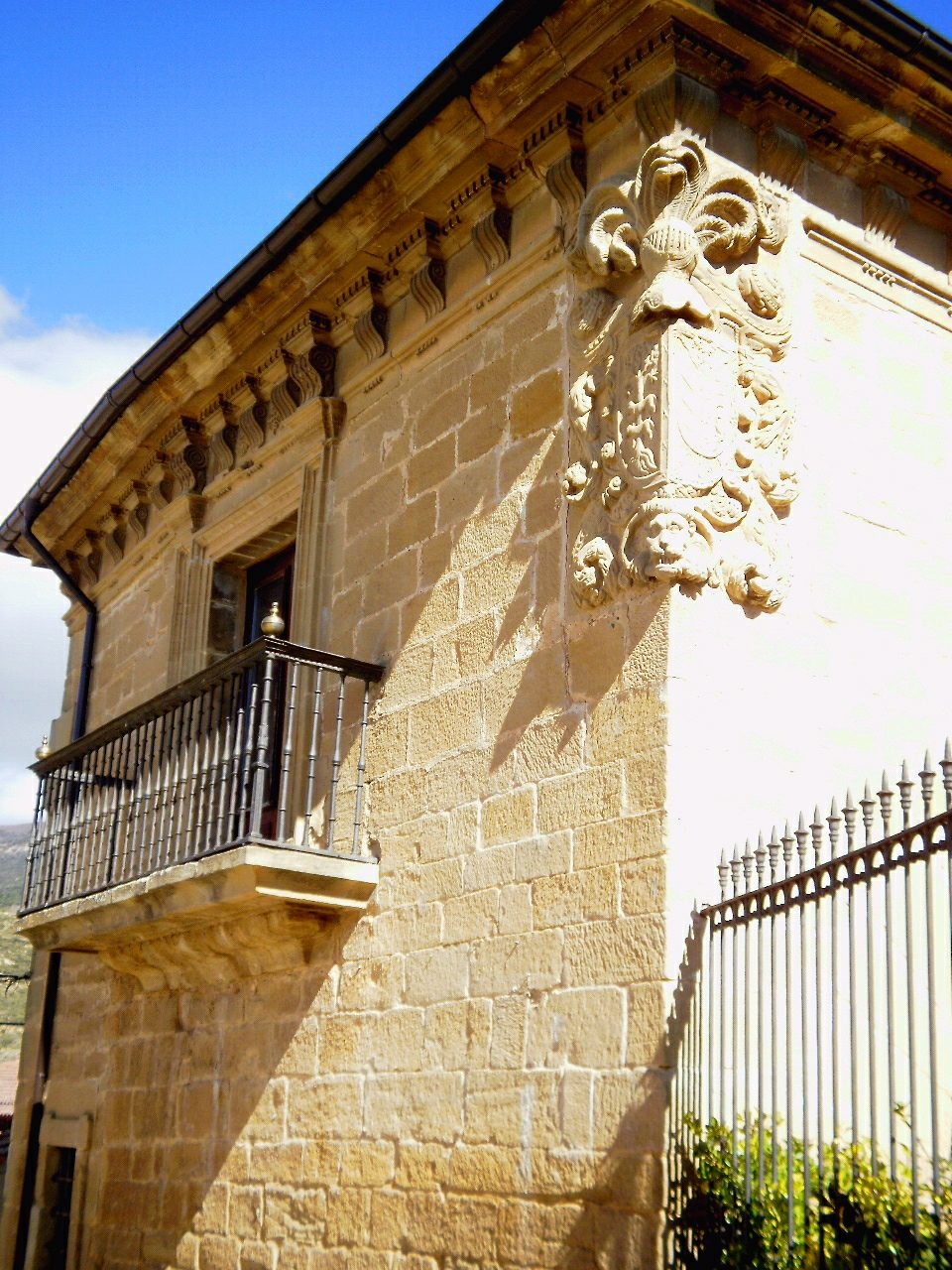
Casa de las Verjas.

#### Iglesia parroquial de San Esteban Protomártir
Declarada Bien de Interés Cultural en la categoría de Monumento con fecha 28 de septiembre de 1983. De estilo gótico flamígero fue construida en el siglo XVI. Cuenta con una sola nave, dividida en tres tramos y cabecera. La torre es barroca construida entre 1735 y 1740. El retablo mayor, situado en el presbiterio, data de mediados del siglo XVI y se atribuye al taller de la familia Beaugrant.
Otros elementos destacables son: 
- Sepulcro de Francisco Antonio Ramírez de la Piscina, barroco de la primera mitad del s. XVIII.
- Imagen de la Virgen de la Rosa, gótica del siglo XVI.
- Sillería en el coro alto, de comienzos del mismo siglo.

#### Ermita de San Felices
La ermita de San Felices está situada en descampado al noreste de Ábalos. Es románica y parece ser que la ermita es el único resto de un monasterio que ya en siglo XII pertenecía al de San Millán. Construida en piedra sillar tiene arco triunfal y dos portadas. Cerca existen sepulcros antropomorfos.

#### Casa del Virrey de Nápoles
Así conocida popularmente, aludiendo al virrey de Nápoles.

#### Casa del Cantón o de los Ramírez de la Piscina
Hecha en piedra de sillería. Cuenta con los escudos de los Ramírez de la Piscina y los López de Ornillos.

#### Palacio de los Marqueses de Legarda
El Palacio de Ábalos tiene su origen en el linaje de Ramírez de la Piscina, cuyos escudos se encuentran en la fachada principal, toda ella de piedra de sillería.
El infante Ramiro de Navarra, fundador de dicho linaje, estuvo casado con Cristina Elvira, hija del Cid Campeador. El hijo mayor de ambos, García Ramírez, el Restaurador, fue coronado rey de Navarra el año 1134. Ramiro participó, con otros caballeros navarros en la primera Cruzada, junto a Godofredo de Bouillon, entrando con sus huestes en Jerusalén por la parte de la Piscina Probática.
En su testamento, mandó construir un templo a su hijo segundo, Sancho Ramírez, Señor de Peñacerrada, bajo la advocación de Nª. Srª. de la Piscina, para que en ella se custodiase el trozo de la Vera Cruz que trajo de Jerusalén. Esta basílica, perfectamente restaurada, se encuentra a media legua de Ábalos. D. Sancho se hizo llamar Ramírez de la Piscina, y lo mismo sus descendientes.
Dispuso además, la creación de la Divisa Solar y Casa Real de la Piscina, que cuenta con unos capítulos y ordenamientos definidos y cuyos últimos patronos están vinculados al Palacio de Ábalos.
Uno de ellos, Francisco Antonio Ramírez de la Piscina, Arcediano, comisario de la Cruzada y vicario general del Arzobispado de Toledo, llevó a cabo, a finales del siglo XVII y principios del siglo XVIII, diversas obras de ampliación y mejora del edificio primitivo, así como la creación de un jardín con dibujos geométricos de boj, que se conserva intacto en la actualidad. Tiene incoado expediente como Bien de Interés Cultural en la categoría de Jardín Histórico con fecha 13 de noviembre de 1980. Lo más destacado de los trabajos de ampliación señalados, son la construcción de tres torreones, dos de ellos en la fachada orientada a mediodía sobre los que se apoyan tres galerías porticadas superpuestas, al estilo de las "logias" italianas renacentistas, en las que se inspiró para realizar el proyecto. Al pie de esta fachada, se encuentra el austero jardín antes mencionado, que completa el conjunto, de una notable originalidad.

#### Casa de la familia Ornillos
Situada en la plaza Fermín Gurbindo.

#### Bodega de La Real Divisa
Las Bodegas de la Real Divisa, que datan de 1367, son unas de las bodegas en producción más antiguas de La Rioja y de Europa. Pertenecen a una saga familiar que ostenta el título nobiliario de Marqués de Legarda. Sus propietarios, a través de generaciones, han mantenido el espíritu del buen hacer. Y su vino fue bautizado con el título nobiliario familiar como símbolo de prestigio y tradición.
Esta bodega, ubicada en la localidad de Ábalos, debe su nombre al emblema de la Jarra o Terraza con azucenas que se encuentra sobre el arco de la puerta de entrada y que recuerda tanto su antigüedad como su relación con la Casa Real de Navarra.
Bodegas de la Real Divisa fue la primera bodega de Rioja en recibir una Medalla en la Exposición de Bourdeos en 1895.
Marqués de Legarda, el vino tinto de las Bodegas, adornó las mesas de muchas familias nobles españolas.
La parte más antigua de las Bodegas de la Real Divisa, debe corresponder a la época de esplendor de la Orden antes mencionada como atestigua la pureza de la labra de la Terraza de su fachada, que carece de los aditamientos incorporados en 1403, por lo que, en cualquier caso debe ser anterior a esta última fecha.

#### Guardaviñas
Por la zona sur del municipio; entre los campos de viñas, se puede encontrar estas casetas restauradas para atraer turismo. Lo más conocidos son el guardaviña del Prado y de Piriguita. Aparte de estas cabañas, se encuentra restos de industria vinícola.

## Economía
La economía en el municipio es eminentemente agrícola, basada principalmente en el cultivo de la vid. Esto es debido al suelo calizo que ayuda para este tipo de cultivo. La zona sur, está todo salpicado de viñedos.
No siempre se dedican al viñedo. También se dedican a la horticultura y al cultivo del cereal. En ganadería; al cuidado de ovejas y cabras.

### Evolución de la deuda viva
El concepto de deuda viva contempla sólo las deudas con cajas y bancos relativas a créditos financieros, valores de renta fija y préstamos o créditos transferidos a terceros, excluyéndose, por tanto, la deuda comercial.
| Gráfica de evolución de la deuda viva del ayuntamiento entre 2008 y 2014                             |
| |
| Deuda viva del ayuntamiento en miles de Euros según datos del Ministerio de Hacienda y Ad. Públicas. |

La deuda viva municipal por habitante en 2014 ascendía a 0 €.

## Fiestas locales
- 3 de agosto en honor del patrono San Esteban Protomártir.
- 8 de septiembre se celebra una romería en la ermita de la Virgen de la Rosa.
- Puertas abiertas: el primer sábado de septiembre todas las bodegas abren sus puertas.